# Paranomoderus perroti
Paranomoderus perroti är en skalbaggsart som beskrevs av Stefan von Breuning 1954. Paranomoderus perroti ingår i släktet Paranomoderus och familjen långhorningar.
Artens utbredningsområde är Madagaskar. Inga underarter finns listade i Catalogue of Life.